# Тоньи, Камилло
Камилло Тоньи (итал. Camillo Togni; 1922—1993) — итальянский композитор, пианист и педагог. В своём творчестве последовательно придерживался серийной техники и эстетики экспрессионизма.

## Биография
Родился в хорошо обеспеченной семье. Игре на фортепиано учился с семи лет. Сначала у Альфредо Казеллы, а затем по рекомендации того у Джованни Анфосси в Милане (1941-43) и Артуро Бенедетти Микеланджели в Брешиа (1943-50). В 1938 году через Микеланджели познакомился с музыкой Шёнберга (соч. 19 и 25), что зародило в нём глубокий интерес к нововенской школе и музыкальному экспрессионизму. В военные годы, благодаря Луиджи Роньони, учеником которого был Тоньи в Миланском университете (1942—47), имел крайне редкую по тем временам в Италии возможность познакомиться с большим числом партитур Шёнберга. В 1946 году окончил Пармскую консерваторию. Продолжил образование в Падуе и в 1948 окончил философский факультет университета с дипломом «Эстетика Кроче и проблема музыкальной интерпретации». Параллельно (с четырнадцати лет) занимался изучением композиции в Брешиа у Франко Марголы, а позднее — вновь у Казеллы (1939—1943), в Риме и Сиене. В 1949 году вместе с Риккардо Малипьеро, Даллапикколой и Мадерной организовал в Милане «Первый международный конгресс додекафонной музыки». С 1953 года вёл концертную деятельность. В концерты постепенно стал включать и собственные сочинения.
С 1951 по 1957 посещал Курсы новой музыки в Дармштадте. Поводом для первого посещения Дармштадта послужило проведение там «Второго международного додекафонного конгресса», а также запланированные лекции самого Шёнберга. Из-за серьёзных проблем со здоровьем Шёнберг прибыть из США не смог, что отчасти было компенсировано сильнейшим образом подействовавшим на Тоньи исполнением под управлением Германа Шерхена «Танца вокруг золотого тельца» из «Моисея и Аарона» за одиннадцать дней до смерти автора. Тем же летом в Дармштадте с большим успехом были исполнены «Три этюда» для сопрано и фортепиано (на слова «Мёртвых без погребения» Сартра, 1951), отличавшиеся напряжённостью драматургии и аскетичностью звучания.
В 1955 году Тоньи был выбран в числе десяти композиторов, которым город Дармштадт заказал сочинения для празднования десятилетнего юбилея летних курсов. Был создан цикл из пяти песен для сопрано и фортепиано на стихи Георга Тракля, названный «Гелиан». Это первое обращение к поэзии Тракля оказалось решающим для дальнейшего творчества композитора.
В 1957 году Тоньи последний раз посетил Дармштадт, поводом к разрыву с которым послужили новейшие веяния и прежде всего алеаторика, предельно чуждая мышлению композитора, стремившегося с проработке мельчайших деталей. Связь с Дармштадтом была возобновлена лишь в 1990 году, когда он, вместе с Ксенакисом и Кейджем, был приглашён туда в качестве лектора.
В 1965 году был награждён премией Международного общества современной музыки за сочинение «Рондо для десяти»
В 1960—61 годах читал курсы лекций о современной музыке во Флорентийском университете для иностранцев. С 1977 по 1988 вёл основной курс композиции в Пармской консерватории. С 1989 преподавал спецкурсы по теории композиции в Музыкальной школе Фьезоле.
С 1989 и до самой смерти был председателем жюри проводившегося в его родном Гуссаго Международного фортепианного конкурса, который после кончины Тоньи носит его имя. Там же в Гуссаго именем Тоньи назван главный концертный зал города.
Сочинения Камилло Тоньи публикуются миланским издательством «Suvini Zerboni».

## Очерк творчества
Тоньи был в числе первых итальянцев (после Даллапикколы и Риккардо Малипьеро), ставших использовать додекафонную технику. Влияние Шёнберга очевидно в написанной в 1940 году «Первой серенаде» для фортепиано, но уже в «Вариациях» для фортепиано с оркестром, датированных 1945 годом, слышны собственный голос композитора и его особое толкование додекафонной системы. «Вариации» были продирижированы Бруно Мадерной на Венецианской биеннале 1946 года.
Также испытал влияние Веберна и после посещения Дармштадтских курсов стал тяготеть к музыкальному структурализму. Начиная с тех лет, музыка Тоньи отличается выразительностью, прозрачностью и сбалансированностью.
Оказавшись в творческой изоляции, композитор последовательно пошёл по пути всё большей строгости серийных конструкций, сохраняя верность экспрессионизму, актуальность которого для него становилась всё более очевидной в культурной ситуации, где безраздельно господствовал масскульт.
Долгие годы работал над оперной трилогией на стихотворения Тракля, интерес к поэзии которого возник у него ещё в 1950-х. Первая часть трилогии «Синяя борода» была написана в 1972—75 гг, вторая, «Баррабас» — в 1981—85. Последняя часть, «Мария Магдалина», осталась незавершённой из-за смерти композитора. Выведенные из одной серии оперы построены на конфликте между христианской аскезой и грубой языческой чувственностью.